# Konzertstück für vier Hörner

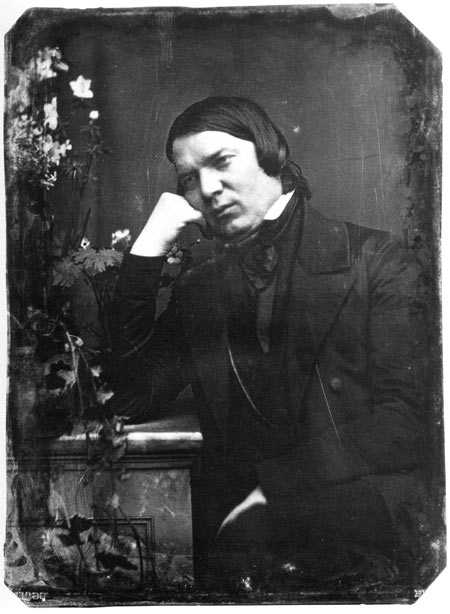
Robert Schumann, 1850, Daguerreotypie

Robert Schumanns Konzertstück für vier Hörner und großes Orchester F-Dur op. 86 entstand 1849 und wurde 1850 im Leipziger Gewandhaus uraufgeführt.

## Entstehung, Uraufführung und Rezeption
Robert Schumann befasste sich im Jahr 1849 unter anderem mit dem Horn als Soloinstrument und widmete ihm ein „Adagio und Allegro“ op. 70, bevor er an die Komposition eines Orchesterwerks mit vier solistisch eingesetzten Hörnern ging (im gleichen Jahr entstanden auch „Fünf Gesänge nach Heinrich Laubes Jagdbrevier“ für Männerchor und vier Hörner op. 137). Die Skizzierung erfolgte vom 18. bis 20. Februar, die Instrumentierung vom 27. Februar bis zum 11. März 1849. Schumann war sich der ungewohnten Besetzung, aber auch der Qualitäten des neuen Werks bewusst, das er selbst als „etwas ganz curioses“ bezeichnete, aber auch als „eines meiner besten Stücke“.
Bei einer Privataufführung mit Klavier am 15. Oktober 1849 in der Wohnung des Hornisten Joseph Rudolf Levy, Mitglied der Dresdner Hofkapelle, war auch der Hornist Carl Heinrich Hübler beteiligt, der wenige Jahre später selbst ein Konzertstück in dieser Besetzung vorlegte.
Am 25. Februar 1850 dirigierte Julius Rietz im Leipziger Gewandhaus die Uraufführung des Konzertstücks. Die vier Solisten – Eduard Pohle, Joseph Jehnigen, Eduard Julius Leichsenring und Carl Heinrich Conrad Wilcke – waren Mitglieder des Gewandhaus-Orchesters. Schumann vermerkte danach eine „freundliche Aufnahme“ durch das Publikum. Ein Rezensent der Signale für die musikalische Welt schrieb: „Eben so seltsam die Idee genannt werden muss, ein Quadrupelconcert für Hörner zu schreiben, eben so eigenthümlich und werthvoll ist die Composition selbst […]“, befand das Werk allerdings für zu lang.
Das Autograph des Konzertstücks befindet sich in der Staatsbibliothek zu Berlin. Nachdem Schumann sein Werk mehreren Verlegern, darunter Simrock und Breitkopf & Härtel, erfolglos angeboten hatte, übernahm schließlich der Verlag Schuberth & Co. 1851 die Drucklegung.

## Besetzung und Charakterisierung
Neben den vier als Soloinstrument eingesetzten Hörnern sieht die Partitur von Schumanns Konzertstück F-Dur op. 86 folgende Orchesterbesetzung vor:
Piccoloflöte, 2 Flöten, 2 Oboen, 2 Klarinetten, 2 Fagotte, 2 Hörner ad libitum, 2 Trompeten, 3 Posaunen, Pauken und Streicher.
Die Aufführungsdauer beträgt etwa 18 bis 20 Minuten. Die drei unmittelbar ineinander übergehenden Sätze des Konzertstücks tragen folgende Vortragsbezeichnungen:
1. Lebhaft
2. Romanze. Ziemlich langsam, doch nicht schleppend
3. Sehr lebhaft

Die Kombination eines Solistenquartetts und eines Orchesters ist in der Romantik unüblich und verweist einerseits auf die barocke Form des Concerto grosso, andererseits auf die Sinfonia concertante. Tatsächlich findet in Schumanns Konzertstück weniger eine direkte Gegenüberstellung statt, vielmehr wirken beide Gruppen oft klanglich abwechslungsreich zusammen.
Schumann hatte die technischen Möglichkeiten, die das neu entwickelte Ventilhorn gegenüber dem Naturhorn bot, erkannt und setzte sie in diesem Werk zielgerichtet ein. Das stellenweise in sehr hoher Lage spielende 1. Horn übernimmt häufig die Führung, vielfach sind aber auch die weiteren drei Solisten gleichrangig eingebunden. Der Schwierigkeitsgrad speziell der 1. Stimme führte dazu, dass zuweilen zwei Spieler eingesetzt wurden, um den Part zu bewältigen.
Der Kopfsatz folgt der Sonatenform. Nach zwei Orchesterschlägen erklingt ein mit fanfarenartig aufsteigenden Triolen beginnendes Motiv mit anschließender Legatofigur, zugleich auch das Hauptthema des Satzes. In der Durchführung dominiert ein lyrisches Seitenthema.
Nach nur kurzer Pause folgt der langsame, dreiteilige Mittelsatz in d-Moll. Das von Oboe, Bratschen und Celli intonierte Romanzenthema wird von Hörnern übernommen und kanonisch fortgesponnen. Der Satz-Mittelteil steht in B-Dur und ist von reicher Chromatik geprägt.
Eine dreimaliges Trompetensignal leitet zum sehr schwungvollen dritten Satz über, der in seiner Motorik und auch thematischer Gestaltung Verwandtschaft mit dem ersten Satz aufweist. In der Durchführung des ebenfalls der Sonatenform folgenden Satzes erscheint zudem eine Reminiszenz des Romanzenthemas aus dem Mittelsatz.